# Cuhureștii De Sus
Cuhureștii De Sus – miejscowość i gmina w Mołdawii, w rejonie Florești. W 2014 roku liczyła 2173 mieszkańców.